# Signe Svendsen
Signe Svendsen (født 16. oktober 1974 i Nyborg) er en dansk sanger og sangskriver. Født og opvokset i Nyborg. Hun blev student fra Nyborg Gymnasium i 1993 og uddannet fra Rytmisk Musikkonservatorium i 2003.

## Karriere
Den 6. september 2010 udgav hun debutalbummet Ny passager, hvor 8 af 10 sange er skrevet af hende selv. Ved efterårskoncerterne i 2011 kunne man købe albummet Live 2010. Titelnummeret ”Ny Passager” blev i 2011 trykt i Poltikens ”Poetisk”, hvor Thomas Bredsdorff fremhævede digte og tekster. Ligesom teksten til ”Ny Passager” var en del af Folkeskolens Skriftlige afgangseksamen i 2011. Niels Skousen optræder på albummet på sangen ”Gentagelsen”.
I juni 2012 udkom singlen "Din Sang" som optakt til et kommende album. Hun udgav sit andet album, Kun de faldne rejser sig igen, den 9. september 2013. Producer Lars Skjærbæk. Sangen "Hjemløse Hjerter", fra dette album, er blev optaget i Arbejdersangbogen.
I 2016 udgav hun albummet Rift, hvor sangen "Strejfer" var første single. Også dette er produceret af Lars Skjærbæk. Hun blev nomineret som årets sangskriver til DMA Folk for Rift.
31. januar 2020 udkommer albummet Det Forlyder på Signe Svendsens eget label Lydia Gramophone. Producer Lars Skjærbæk. På albummet synger hun duetten ”Langsom Musik” med Michael Falch.
Kort efter modtager hun Hovedprisen på kr. 50.000 ved Odense Live Prisen 2020.
I 2021 udgiver hun EP’en Genbesøgt, der er genindspilninger af fire sange fra bagkataloget.
D. 14. oktober 2022 udgiver hun albummet Hvem Vil Ikke Elskes Igen på Lydia Gramophone. Albummet bliver af Politiken kåret som et ud af de ti bedste danske album i 2022 og får fem hjerter af Kim Skotte. Fyens Stiftstidende giver albummet 5 stjerner og Nordjyske kalder det for ”en kandidat til årets dansksprogede album”.
Signe Svendsen har turneret siden 2008 og har arbejdet sammen med musikere som: Troels Skjærbæk, Nikolaj Heymann, Søren Poulsen, Thomas Alstrup, Palle Hjorth. Hun spiller både turneer med band og solo.
Hun blev landskendt, da hun sammen med Rollo & King vandt Melodi Grand Prix 2001 med "Der står et billede af dig på mit bord". I Eurovision Song Contest 2001 blev sangen nr. 2 under titlen "Never Ever Let You Go".
Svendsen har i flere år turneret med Niels Hausgaard som sanger i hans shows; Os der Glor (2007), I alle de rige Lande (2008), Hvad Munden er fuld af (2009), Jomfru igen (2010) og i 2011-2013.
Hun har desuden medvirket i flere tv-programmer, som vært i Prinsesse for en aften (2003), sammen med B.S. Christiansen i Signe og B.S. på afveje i 2003 og Signe & B.S. i Tasmanien i 2004. Fra 2006-2011 var hun en del af panelet i Spørg Charlie på TV 2 Charlie. Har siden 2008 samarbejdet med Niels Hausgaard og medvirket på hans turnéer i 2008, 2009, 2012, 2013, 2014, 2015.

## Diskografi

### Albums
| År   | Album                         |  | Højeste placering | Certificering |
| År   | Album                         |  | DEN               | Certificering |
| ---- | ----------------------------- |  | ----------------- | ------------- |
| 2010 | Ny passager                   |  | 12                |               |
| 2013 | Kun de faldne rejser sig igen |  | 3                 |               |
| 2016 | Rift                          |  |                   |               |
| 2020 | Det Forlyder                  |  |                   |               |
| 2022 | Hvem Vil Ikke Elskes Igen     |  |                   |               |

Livealbums
- 2011: Live 2010
- 2012 Sange på Tour

### Singler
| År   | Single             | Højeste placering | Album |
| År   | Single             | DEN               | Album |
| ---- | ------------------ | ----------------- | ----- |
| 2012 | "Din Sang"         | –                 |       |
| 2015 | Strejfer           |                   |       |
| 2018 | Det Forlyder       |                   |       |
| 2022 | Du Fik Hendes Øjne |                   |       |
| 2022 | To Minutter        |                   |       |

Gæsteoptræden
| År   | Single                                                                 | Højeste placering | Album |
| År   | Single                                                                 | DEN               | Album |
| ---- | ---------------------------------------------------------------------- | ----------------- | ----- |
| 2001 | "Der står et billede af dig på mit bord" (krediteret til Rollo & King) | 1                 |       |
| 2001 | "Never Ever Let You Go" (krediteret til Rollo & King)                  | 3                 |       |

## Filmografi
- 2003 Signe og B.S. på afveje
- 2003 Prinsesse for en aften
- 2004 Signe & B.S. i Tasmanien
- 2006-2011 Spørg Charlie